# Sorin Ienulescu
Sorin Nicu Ienulescu (n. 22 iulie 1964, Petrila-Cimpa, Hunedoara), este un pictor român.

## Expoziții
- 2011  Galeria “Simeza”  București, Împreună cu Mircea Roman și Francisc Chiuariu;
- 2009  Filiala U.A.P. Deva, Galeria “Forma”                                                                        Expoziție personală
- 2009 - “Cuboidul” – Căminul Artei București Expoziție colectivă de pictură
- 2005 – 2007  - ARTIST – IN – RESIDENCE  London/UK, Cu sprijinul Art Foundation / St. Albans Studio
- 1999 - Salonul Internațional de Artă  Reșița; Arad
- 1999 -  Expoziție de desene   Saloanele Moldovei
- 1999 - “Accente” – ediția a II-a  – „Galeria Apollo”
- 1999 - Concurs de pictură și grafică Afiș” Galeria Eforie
- 1999 - Expoziție colectivă “Ciubuc”  Galeria Eforie
- 1998 - Salonul Artelor “Ion Andreescu” – ediția I  – Buzău
- 1998 - Bienala Artelor “Gheorghe Petrașcu”  Târgoviște
- 1998 - Salonul Internațional de Artă  Reșița
- 1992 - Tabăra “Performance”  Lacul Sf. Ana – Covasna
- 1991 - Galeria Căminul Artei Expoziție colectivă
- 1991 - Galeria Dominus București, Concurs de pictură

## Premii
- 1998 Premiul pentru Tineret al Salonului Internațional de Artă  Reșița, acordat de Inspectoratul pentru Cultură Caraș-Severin
- 1998 Mențiune Bienala Artelor “Gheorghe Petrașcu”